# Muhammad Abdurrahman
Muhammad Abdurrahman (ur. 16 maja 1997) – indonezyjski kolarz szosowy.

## Osiągnięcia
Opracowano na podstawie:
2019
- 2. miejsce w igrzyskach Azji Południowo-Wschodniej (jazda drużynowa na czas)

2021
- 2. miejsce w mistrzostwach Indonezji (jazda indywidualna na czas)
- 1. miejsce w mistrzostwach Indonezji (start wspólny)

2022
- 3. miejsce w mistrzostwach Indonezji (start wspólny)

## Rankingi
| Rok           | 2019  | 2020 | 2021 | 2022  | 2023  | 2024  |
| ------------- | ----- | ---- | ---- | ----- | ----- | ----- |
| World Ranking | 2112. | -    | 778. | 1066. | 2382. | 1921. |
| UCI Asia Tour | 191.  | -    | 16.  | 67.   | -     | -     |
|               |       |      |      |       |       |       |
| Źródło: UCI   |       |      |      |       |       |       |